# 45-та стрілецька дивізія (РСЧА)
45-та стріле́цька Воли́нська Червонопра́порна диві́зія — військове формування у складі РСЧА часів радянсько-української війни та у міжвоєнний період.

## Історія формування
Дивізія була сформована на Одещині на підставі наказу № 2 військам 12-ї радянської армії від 16 червня 1919 року. Штаб дивізії — ст. Роздільна. Організаційно входила до складу 12-ї радянської армії.
Формування управління і штабу дивізії відбулося шляхом розформованого польового управління штабу 3-ї української радянської армії. На формування бригад і полків дивізії були обернуті колишні частини 3-ї української радянської армії, зокрема: окрема Бесарабська бригада, 1-ша стрілецька Бесарабська радянська дивізія, 40-й, 42-й, 43-й, 44-й, 45-й українські радянські стрілецькі полки, кінний загін Котовського, автопанцирний загін Єліна та інші частини.
Загальна чисельність дивізії на момент її створення становила близько 11000 бійців при 34 гарматах, 123 кулеметах, 3 літаках і 2 аеростатах.
Дивізія займала лінію фронту завдовжки у 400 верст від Маяків у нижній течії Дністра на лівому фланзі, вздовж східного берега Дністра до Ямполя і далі до залізниці Жмеринка — Волочиськ.

## Склад

### Станом на 3 липня 1919 року
- управління і штаб дивізії;
  - загін особливого призначення при штабі дивізії;
- 1-ша бригада 45-ї стрілецької радянської дивізії (комбриг — Мазуров):
  - 397-й стрілецький радянський полк;
  - 398-й стрілецький радянський полк;
  - 399-й стрілецький радянський полк;
  - кавалерійський дивізіон 1-ї бригади;
  - легкий артилерійський дивізіон 1-ї бригади;
- 2-га бригада 45-ї стрілецької радянської дивізії (комбриг — Г. І. Котовський):
  - 400-й стрілецький радянський полк;
  - 401-й стрілецький радянський полк;
  - 402-й стрілецький радянський полк;
  - кавалерійський дивізіон 2-ї бригади;
  - легкий артилерійський дивізіон 2-ї бригади;
- 3-тя бригада 45-ї стрілецької радянської дивізії (комбриг — Черніков):
  - 403-й стрілецький радянський полк;
  - 404-й стрілецький радянський полк;
  - 405-й стрілецький радянський полк;
  - кавалерійський дивізіон 3-ї бригади;
  - легкий артилерійський дивізіон 3-ї бригади;
- окремий кавалерійський дивізіон 45-ї стрілецької радянської дивізії;
- гаубичний дивізіон 45-ї стрілецької радянської дивізії;
- важкий артилерійський дивізіон 45-ї стрілецької радянської дивізії;
- автопанцирний загін 45-ї стрілецької радянської дивізії;
- 45-й радянський авіаційний дивізіон;
- 10-й повітроплавальний загін;
- інженерний батальйон 45-ї стрілецької радянської дивізії;
- поштова контора № 203;
- телеграфна контора № 208.

## Командири
- Худяков Микола Якимович (24-26 червня 1919);
- Савицький Олександр Станіславович (26 червня — 7 липня 1919);
- Якір Йона Еммануїлович (7 липня — 18 серпня 1919; 19 жовтня 1919 — 6 квітня 1921);
- Гаркавий Ілля Іванович (18 серпня — 19 жовтня 1919, т.в.о.; 1922–1924);
- Василенко Матвій Іванович (1924–1929);
- Борисенко Антін Миколайович (1929–1932).